# Doubrava (Kostomlátky)
Doubrava je vesnice v okrese Nymburk, je součástí obce Kostomlátky. Nachází se asi 1,7 km na jihozápad od Kostomlátek. Na jihu vesnici obtéká řeka Labe. Je zde evidováno 68 adres.

## Historie
První písemná zmínka o vesnici, založené Františkem Antonínem Šporkem, pochází z roku 1720.Vesnice byla vybudována místě vysušených labských močálů. Území bylo součástí panství Lysá nad Labem, které patřilo hraběti F. A. Šporkovi od roku 1679 až do roku 1722, kdy jej prodal hraběti Františku Josefu  Černínovi z Chudenic.Když František Josef Černín upadl do dluhů, hrabě Špork od něj odkoupil panství zpět. Po Šporkově smrti v roce 1738 lyské panství zdědila Šporkova dcera Anna Kateřina, provdaná za Františka Karla ze Swéerts-Reistu. V majetku Swéerts-Sporcků bylo lyské panství až do roku 1851.
Od roku 1960 až do konce roku 1992 byla Doubrava součástí obce Kostomlaty nad Labem. Na základě referenda došlo k osamostatnění Kostomlátek a Doubravy a s platností od 1. ledna 1993 vznikla samostatná obec Kostomlátky – Doubrava.

## Fotogalerie

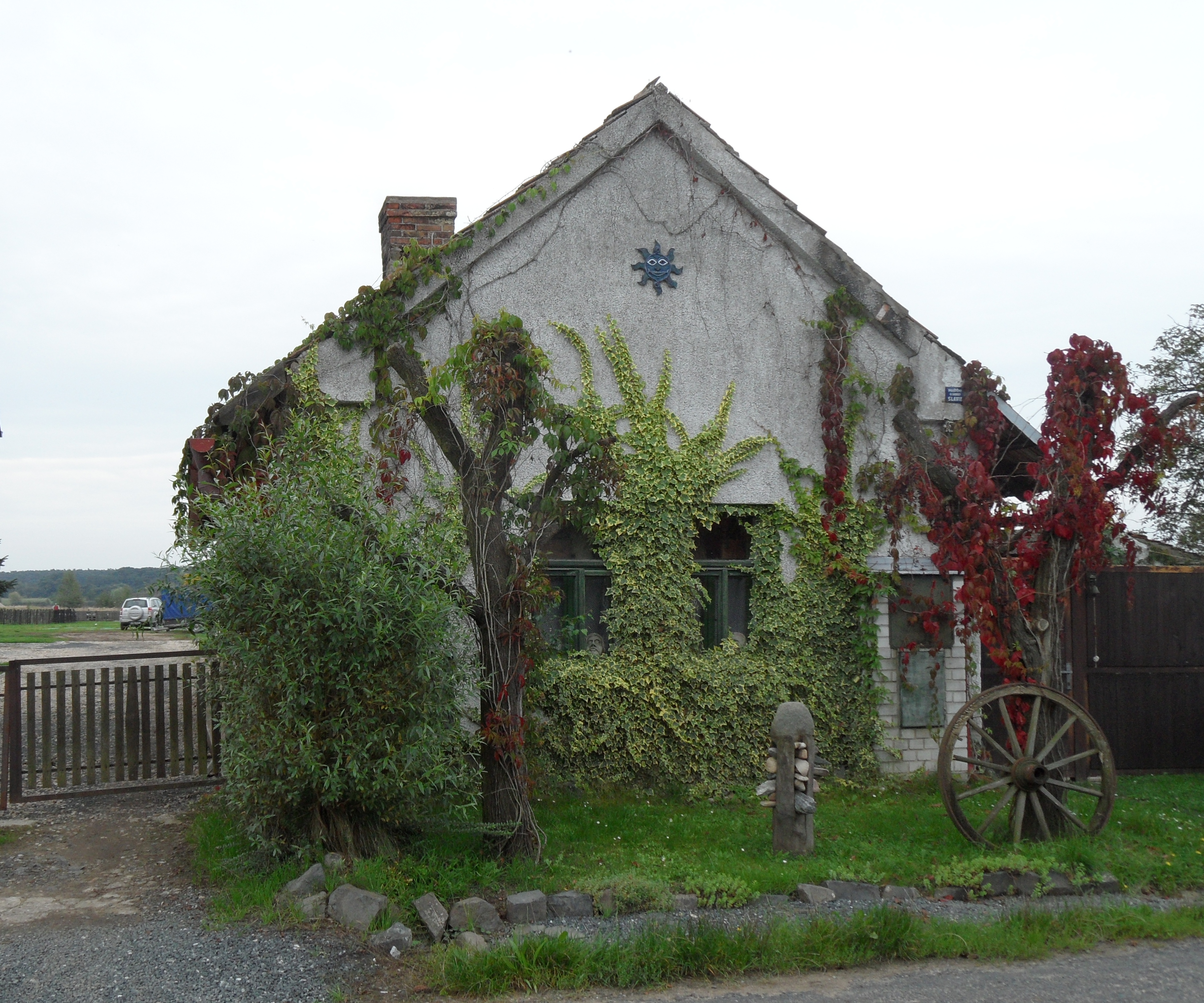
Dům
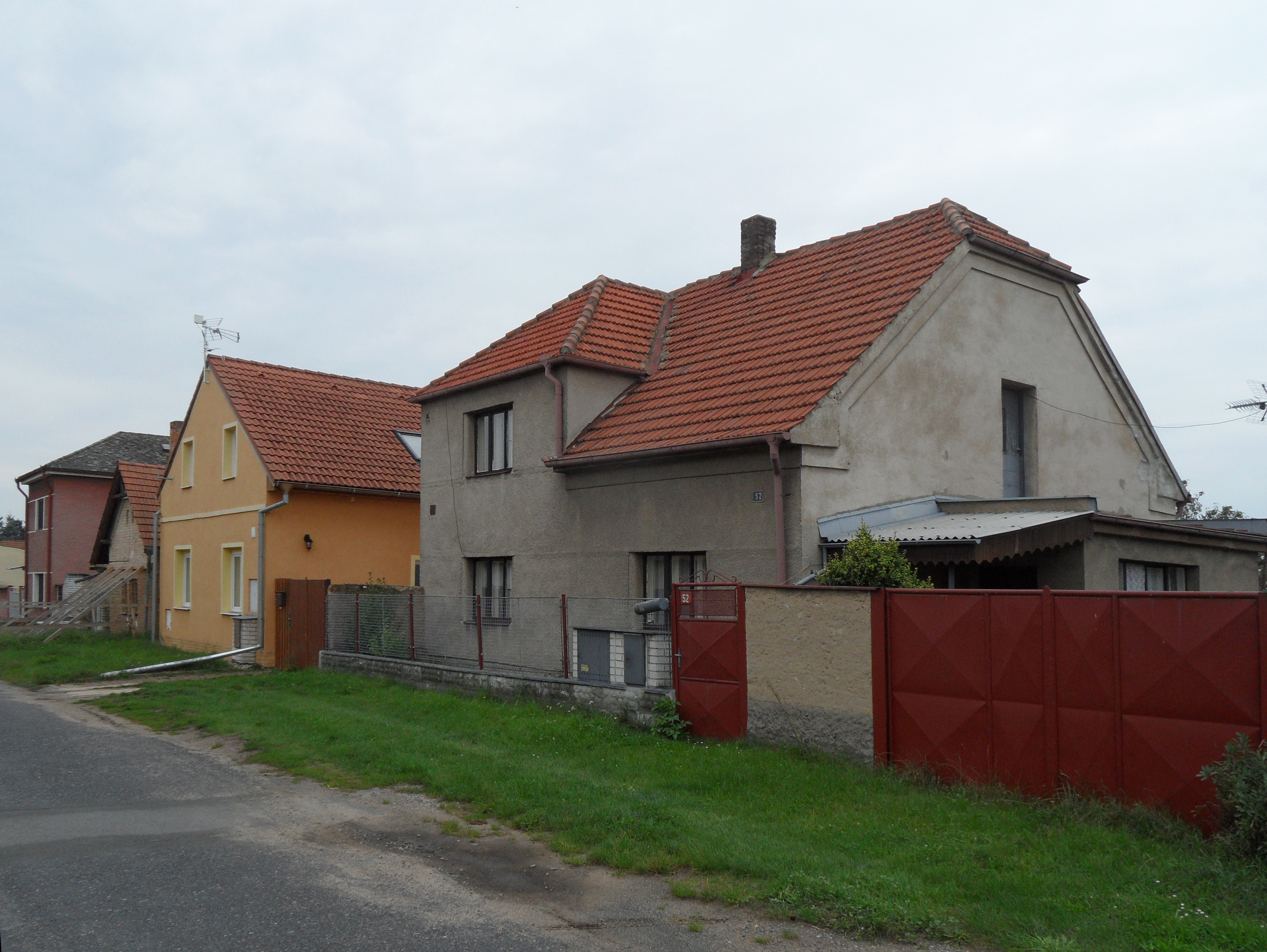
Řada domů
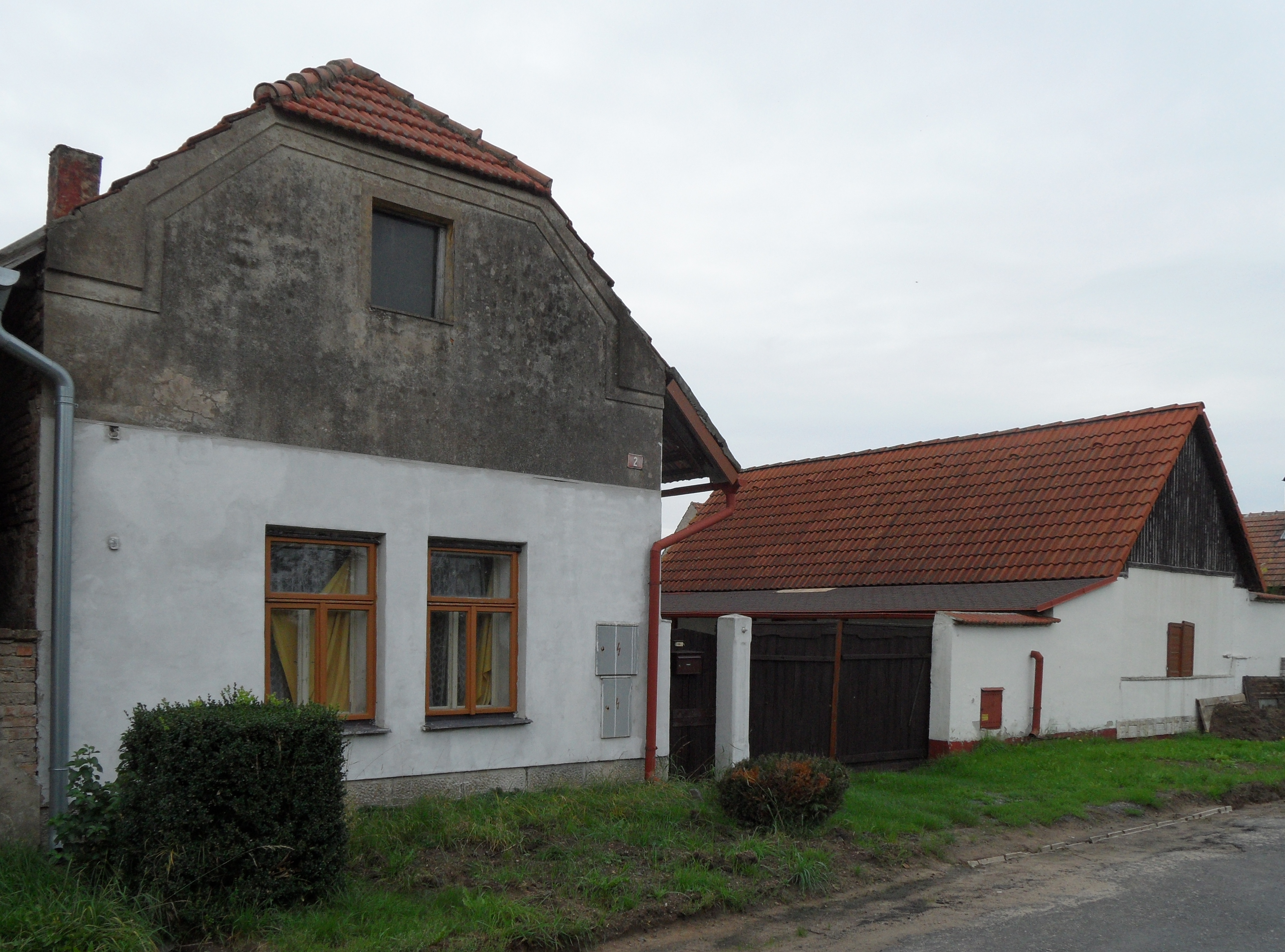
Dva domy
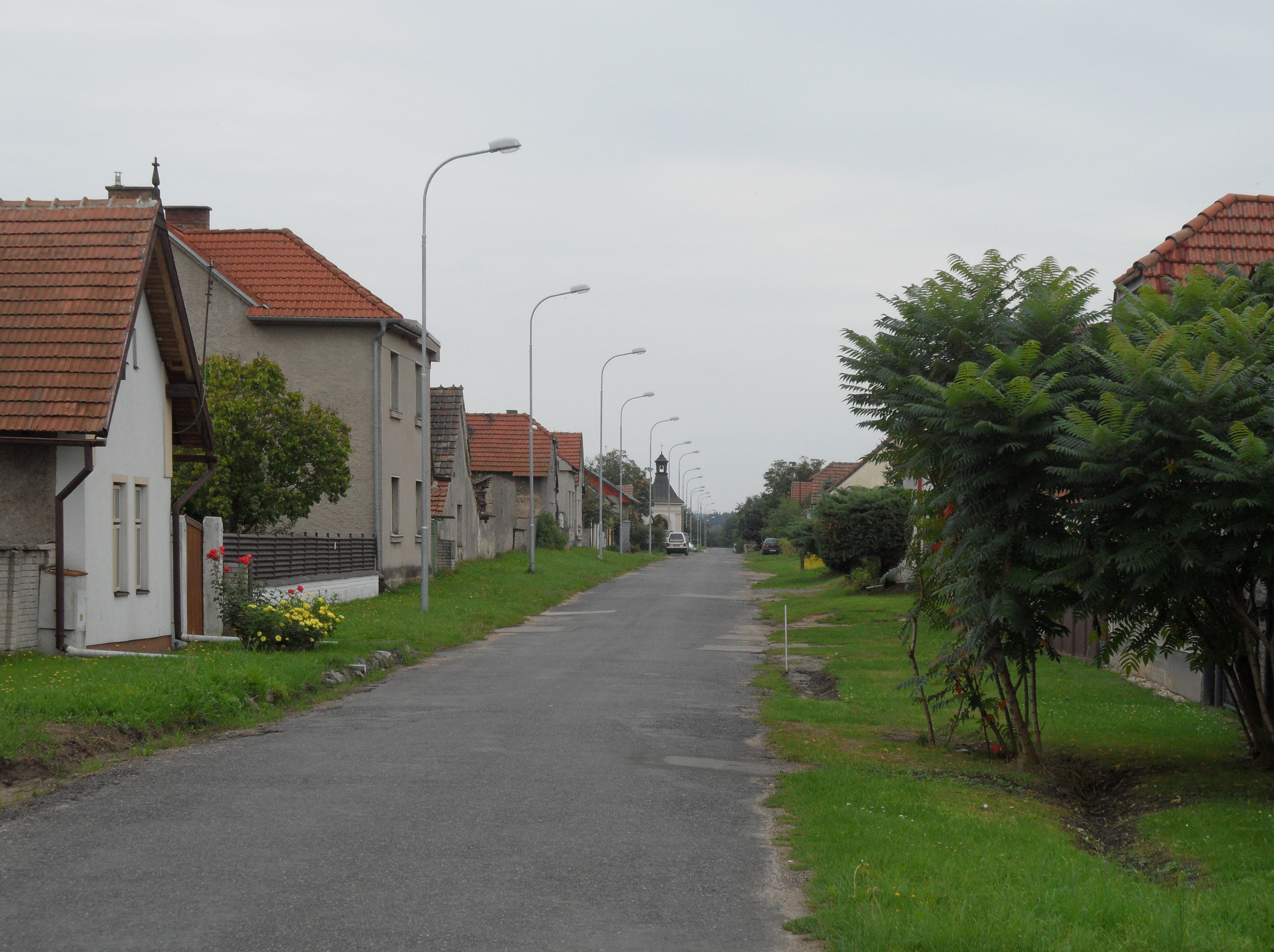
Celkový pohled